# نانائه، هوکایدو
نانائه، هوکایدو (به لاتین: Nanae, Hokkaido) یک منطقهٔ مسکونی در ژاپن است که در Kameda District واقع شده‌است. نانائه ۲۱۶٫۶۱ کیلومترمربع مساحت و ۲۸٬۹۳۰ نفر جمعیت دارد.

## خواهرخوانده
شهر کنکورد، ماساچوست خواهرخواندهٔ نانائه، هوکایدو هست.